# Abagrotis reedi
Abagrotis reedi är en fjärilsart som beskrevs av John S. Buckett 1969. Abagrotis reedi ingår i släktet Abagrotis och familjen nattflyn. Inga underarter finns listade i Catalogue of Life.